# Idąc moją drogą
Idąc moją drogą (ang. Going My Way, 1944) – amerykański melodramat w reżyserii Leo McCareya. Obraz nagrodzony Oscarem dla Najlepszego Filmu Roku.Barry Fitzgerald dostał za swoją rolę jednocześnie nominacje do dwóch kategorii Oscarów: Aktor Pierwszoplanowy i Aktor Drugoplanowy. Nagrodę zdobył za tę drugą nominację. Jest to jedyny przypadek w historii tej nagrody, kiedy aktor za jedną i tę samą rolę otrzymał dwie nominacje w dwóch różnych kategoriach.
Film Dzwony Najświętszej Marii Panny powstał przed tym filmem, jednak producenci wpadli na pomysł nakręcenia prequela. Tym samym Idąc moją drogą ukazało się rok wcześniej.

## Obsada
- Bing Crosby – ojciec Chuck O’Malley
- Barry Fitzgerald – ojciec Fitzgibbon
- Frank McHugh – ojciec Timothy O’Dowd
- James Brown – Ted Haines Jr.
- Gene Lockhart – Ted Haines Sr.
- Jean Heather – Carol James
- Porter Hall – pan Belknap
- Fortunio Bonanova – Tomaso Bozanni
- Eily Malyon – pani Carmody
- Risë Stevens – Genevieve Linden

## Nagrody i nominacje
| Nagroda                                        | Kategoria                                | Nominowani                                          | Wynik     | Źródło |
| ---------------------------------------------- | ---------------------------------------- | --------------------------------------------------- | --------- | ------ |
| Nagroda Akademii Filmowej                      | Najlepszy obraz filmowy                  | Leo McCarey                                         | Wygrana   | [ 1 ]  |
| Nagroda Akademii Filmowej                      | Najlepszy reżyser                        | Leo McCarey                                         | Wygrana   | [ 1 ]  |
| Nagroda Akademii Filmowej                      | Najlepsze materiały do scenariusza       | Leo McCarey                                         | Wygrana   | [ 1 ]  |
| Nagroda Akademii Filmowej                      | Najlepszy aktor pierwszoplany            | Bing Crosby                                         | Wygrana   | [ 1 ]  |
| Nagroda Akademii Filmowej                      | Najlepszy aktor pierwszoplany            | Barry Fitzgerald                                    | Nominacja | [ 1 ]  |
| Nagroda Akademii Filmowej                      | Najlepsza aktor drugoplanowy             | Barry Fitzgerald                                    | Wygrana   | [ 1 ]  |
| Nagroda Akademii Filmowej                      | Najlepszy zdjęcia w filmie czarno-białym | Lionel Lindon                                       | Nominacja | [ 1 ]  |
| Nagroda Akademii Filmowej                      | Najlepszy scenariusz                     | Frank Butler, Frank Cavett                          | Wygrana   | [ 1 ]  |
| Nagroda Akademii Filmowej                      | Najlepsza piosenka                       | Swinging on a Star (Jimmy Van Heusen, Johnny Burke) | Wygrana   | [ 1 ]  |
| Nagroda Akademii Filmowej                      | Najlepszy montaż                         | LeRoy Stone                                         | Nominacja | [ 1 ]  |
| Argentyńskie Stowarzyszenie Krytyków Filmowych | Najlepszy film zagraniczny               | Leo McCarey                                         | Wygrana   |        |
| Złote Globy                                    | Najlepszy film                           | Najlepszy film                                      | Wygrana   | [ 2 ]  |
| Złote Globy                                    | Najlepszy aktor                          | Barry Fitzgerald                                    | Wygrana   | [ 2 ]  |
| Złote Globy                                    | Najlepszy reżyser                        | Leo McCarey                                         | Wygrana   | [ 2 ]  |